# دانيال موريلو
دانيال موريلو (بالإسبانية: Daniel Morillo Prats)‏ هو نبال إسباني، ولد في 21 يناير 1988 في إيبيزا في إسبانيا.

## وصلات خارجية
- دانيال موريلو على موقع أوليمبيديا (الإنجليزية)